# Čutkovská dolina
Čutkovská dolina – dolina w Wielkiej Fatrze na Słowacji. Jest odgałęzieniem doliny Wagu i uchodzi do niej w należącej do Rużomberku dzielnicy Černova.

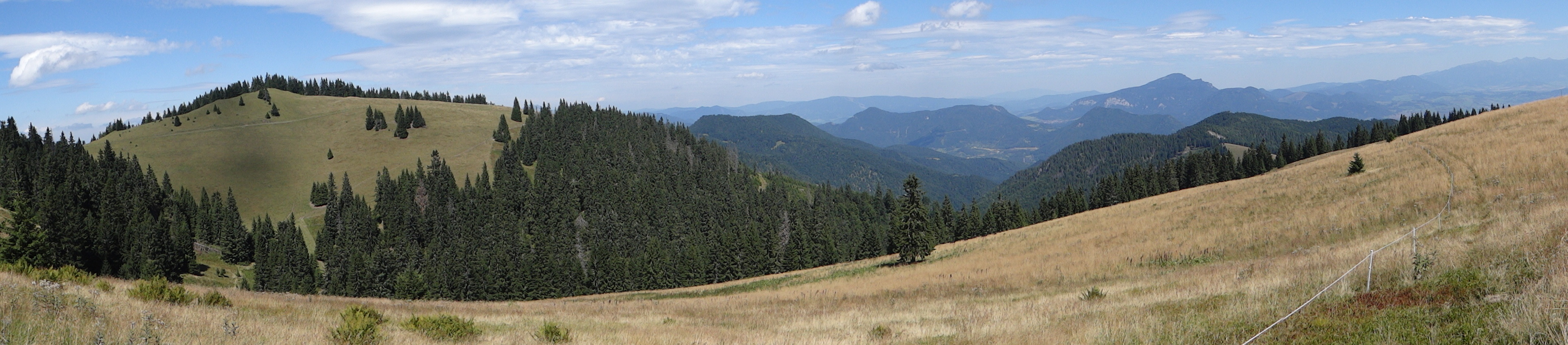
Čutkovská dolina i panorama widokowa z jej górnej części

## Topografia
Dolina ma południkowy przebieg. Jej dnem spływa Čutkov potok. Górą dolina podchodzi pod dwa szczyty Šiprúňa (1461 m). Jej lewe zbocza tworzy odchodzący od północno-zachodniego wierzchołka grzbiet ze szczytami Chabzdová, Vtáčnik (1236 m), Tlstá hora, Plieška, Suchá hôrka. Prawe zbocza tworzy odchodzący od południowo-wschodniego wierzchołka grzbiet ze szczytami Vtáčnik (1090 m), Malinné, Za Brdom, Brdo, Čutkovo. Dolinę porasta las, ale miejscami są na jej dnie i zboczach trawiaste tereny oraz skalne odsłonięcia. Szczególnie widokowa jest najwyższa część doliny, tzw. Maďarovo. Z dużych i nadal wypasanych hal rozciąga się szeroka panorama widokowa obejmująca m.in. Kubínska hoľę, Szypską Fatrę, Góry Choczańskie z wybitnym Wielkim Choczem, Kotlinę Liptowską, Tatry, część Niżnych Tatr.
Cała dolina znajduje się w otulinie Parku Narodowego Wielka Fatra.

## Turystyka
Wylot doliny jest zagospodarowany turystycznie. Są tutaj pensjonaty, hotele, restauracje, place zabaw dla dzieci, boiska sportowe. Jest niewielkie jezioro z pstrągami, mini zoo ze zwierzętami domowymi. Około 2 km od ujścia doliny do Wagu znajduje się na potoku tama, a w jej pobliżu 4 studnie z wodą pitną, plac rekreacyjny z ławkami i kominkami do grilowania. W środkowej części doliny znajduje się Chata pod Kozím z bufetem. Przy chacie jest plac zabaw dla dzieci i łąka. Z okolicy chaty odchodzą dwie znakowane ścieżki prowadzące do dwóch wodospadów w dwóch bocznych odgałęzieniach doliny. Po zachodniej stronie jest to Vyšný Pálenický vodopád, po wschodniej Jelení vodopád.
Dnem doliny prowadzi droga, a nią szlak turystyki pieszej i rowerowej.
  wylot doliny – Chata pod Kozím – Vtáčnik – Sedlo pod Vtáčnikom. Odległość 7,1 km, suma podejść 600 m, suma zejść 10 m, czas przejścia 2:20 h (z powrotem 1;50 h)
  odcinek: Vtáčnik – Vyšné Šiprúnske sedlo. Odległość 2,6 km, suma podejść 275 m, suma zejść 50 m, czas przejścia 1 h (z powrotem 45 min)
Doliną poprowadzono także 2 ścieżki dydaktyczne. Jedna z nich prowadzi do rekreacyjnego obszaru Hrabovo. Są przy niej ponadwymiarowe, gigantyczne obiekty; lornetka, pierścień, krzesło, okulary i obraz. Druga prowadzi Čutkovską doliną. Jej 10 przystanków pokazuje i opisuje miejscową faunę i flore, budowę geologiczna doliny, mokradła i wodospady. Prowadzi obok niewielkiej, ale ciekawej geologicznie Červenej skały i przez wąwóz Za dírou.

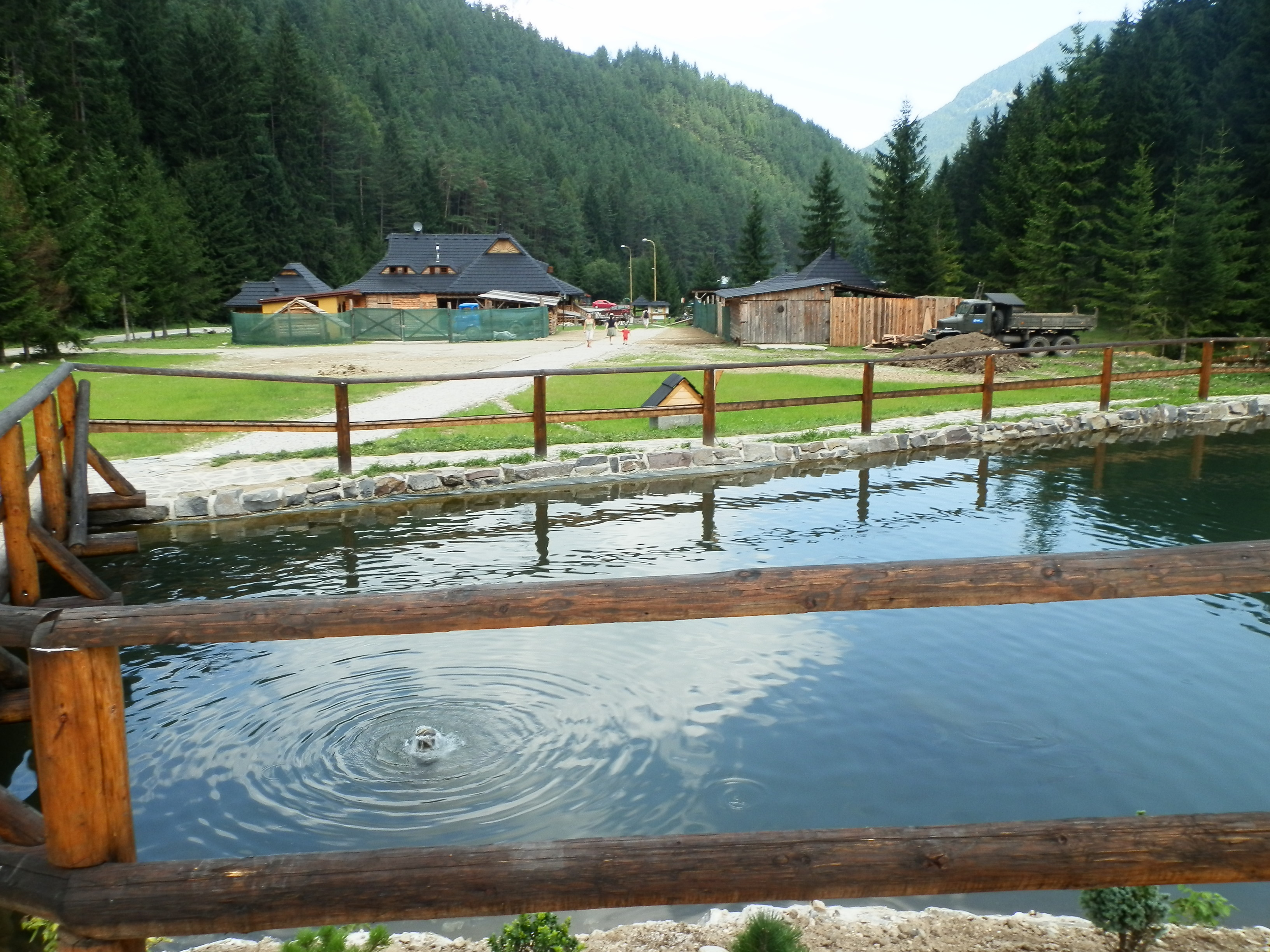
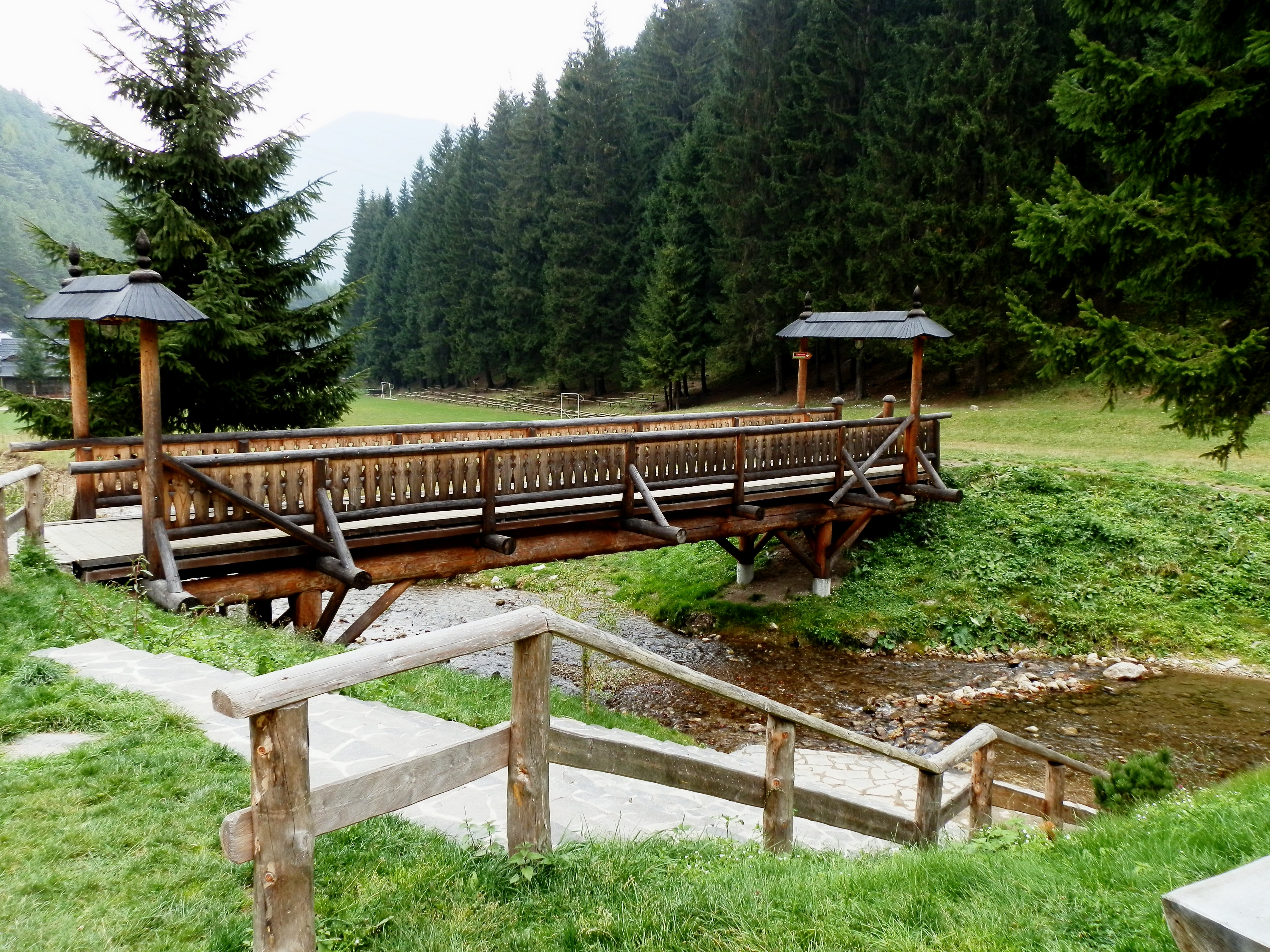
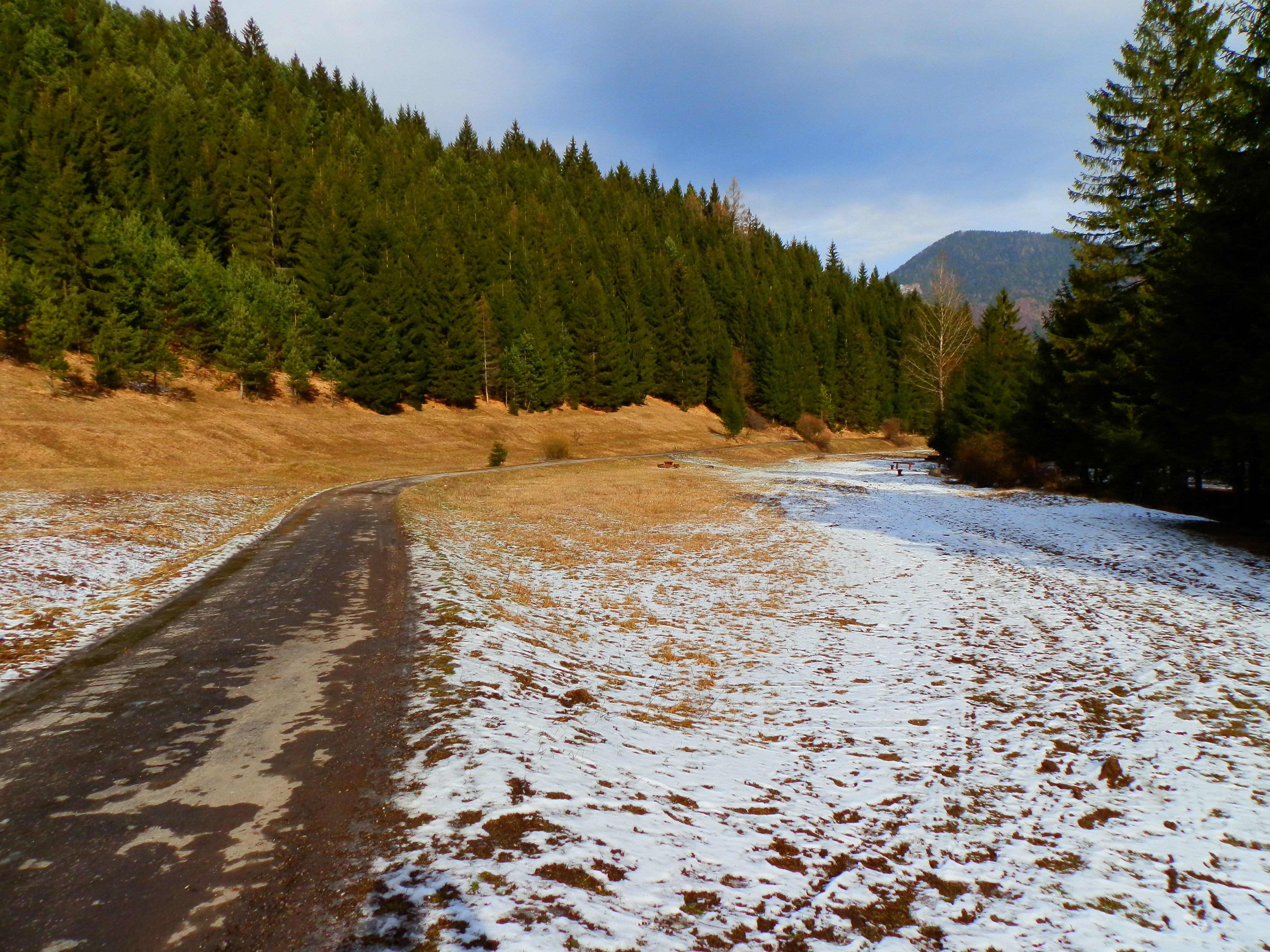
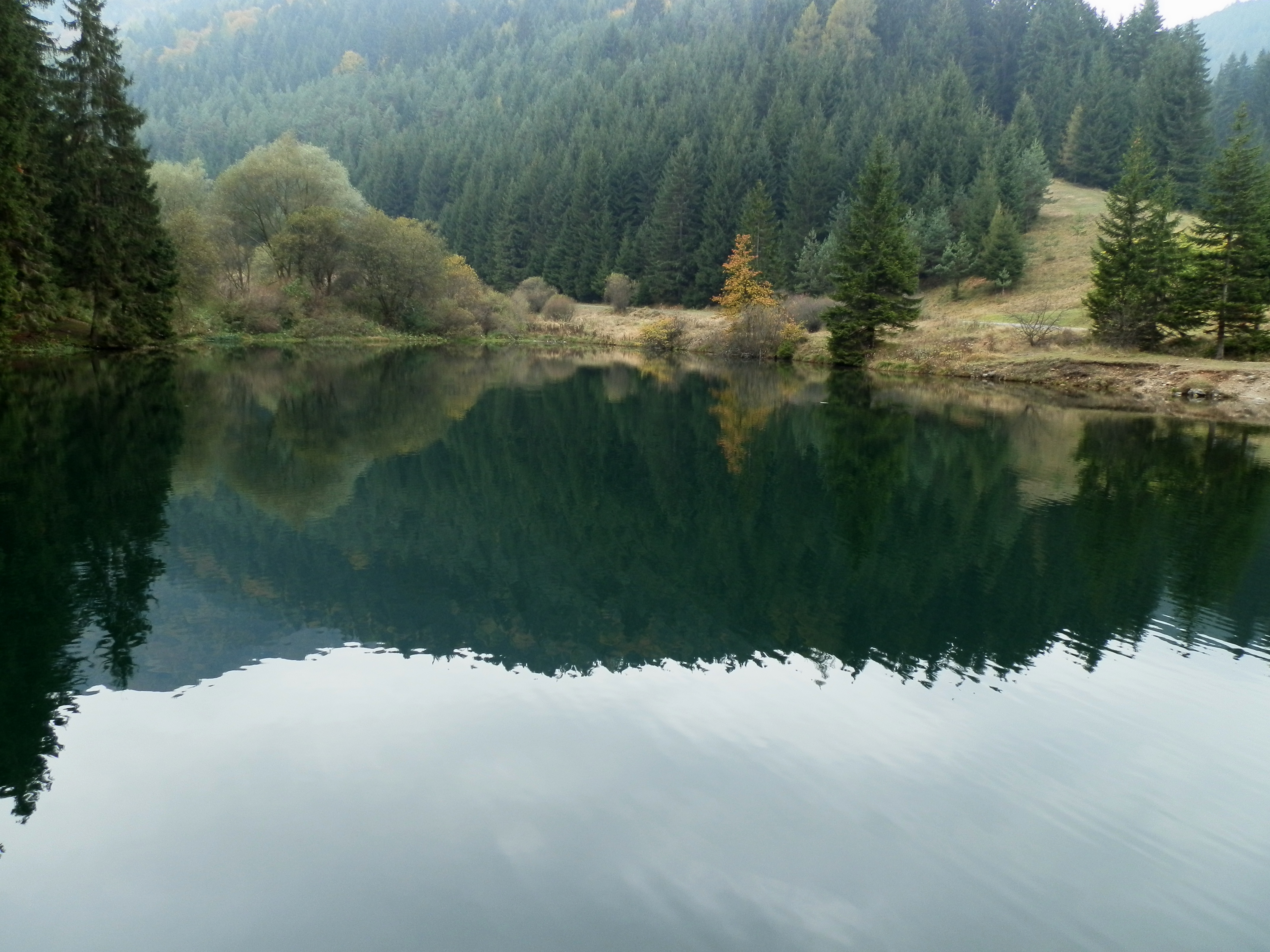
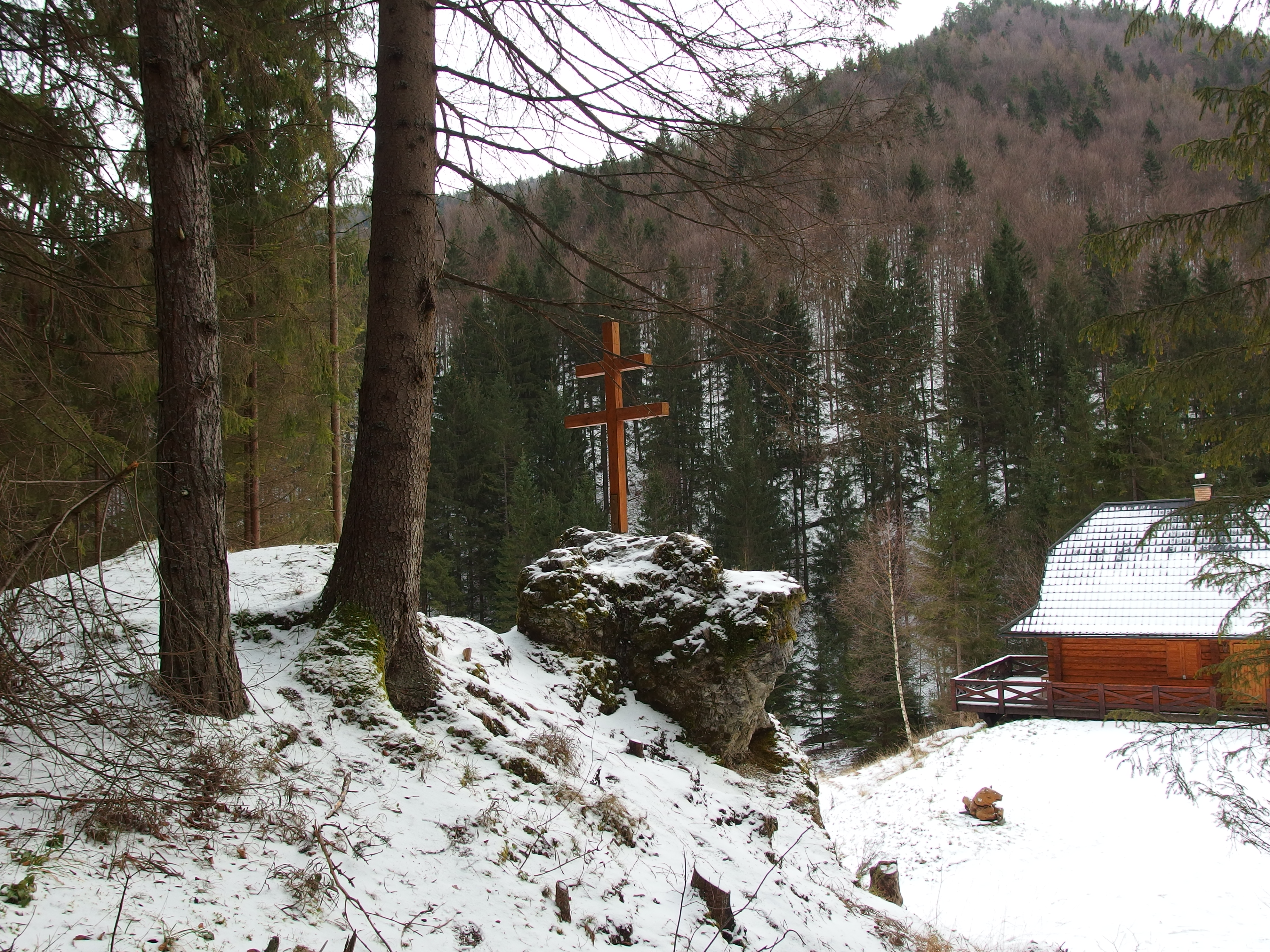
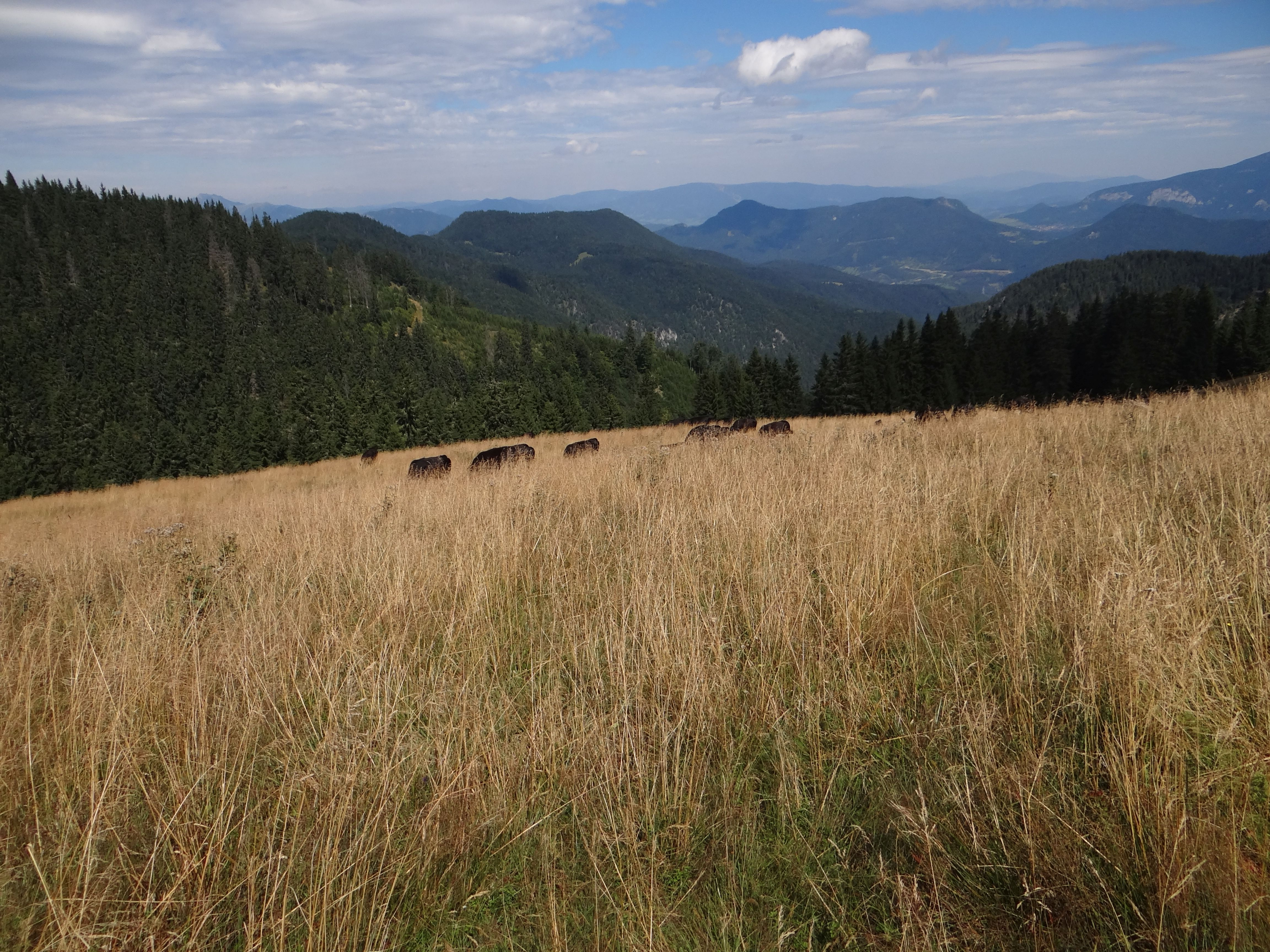
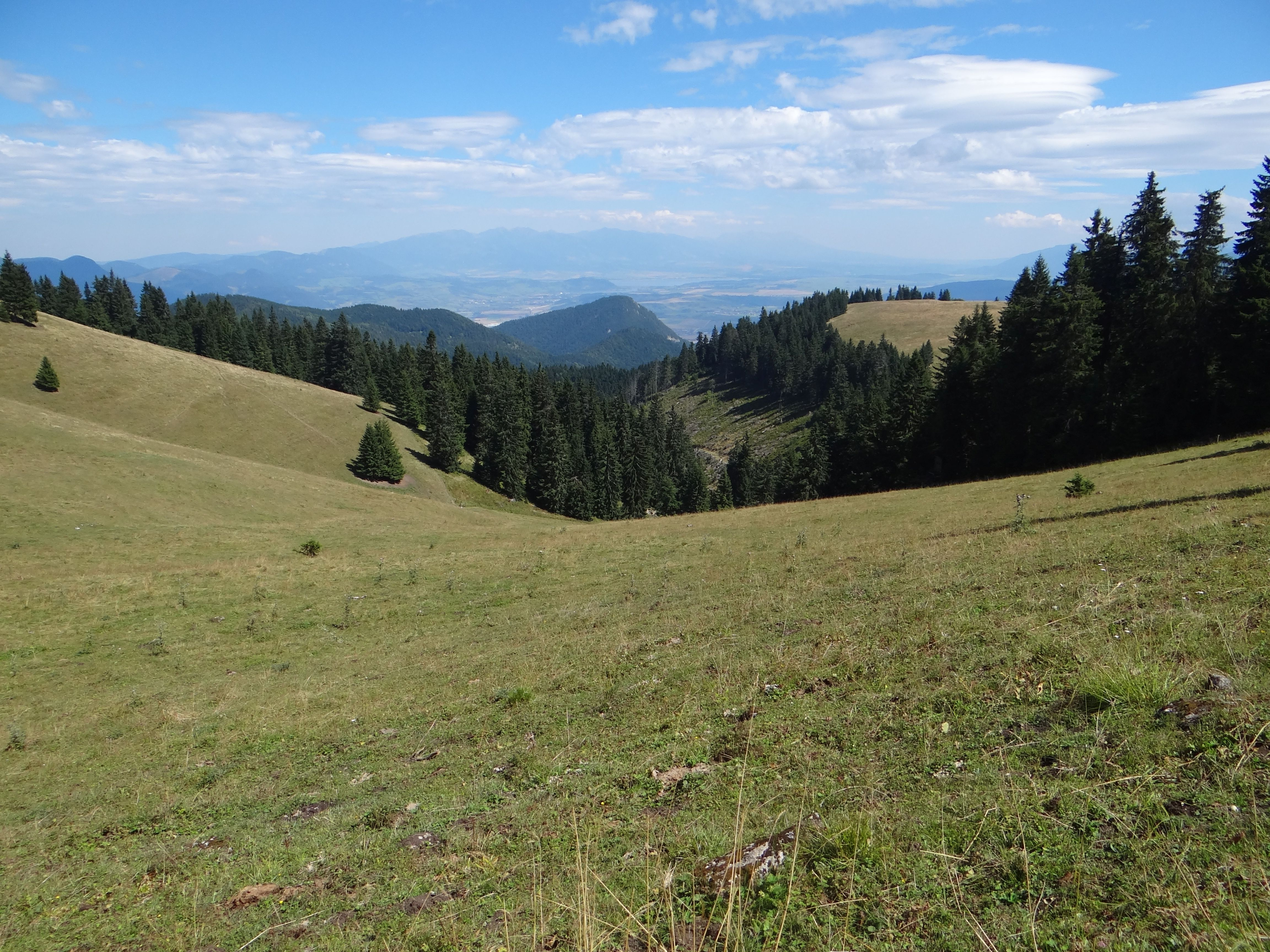